# Alfred Goodey
Alfred Edward Goodey (Derby, 1878 – 1945) è stato un filantropo inglese che nel corso della sua vita collezionò dipinti, stampe e fotografie specialmente se collegate alla città di Derby, nelle Midlands.

## Biografia
I suoi genitori furono William Henry e Rhoda Goodey. Fu educato a casa e presso la Scuola di Whitworth prima di frequentare la Derby School of Art. Ha iniziato la raccolta di oli, acquerelli, stampe e fotografie nel 1886, cercandone di luoghi lontani come l'America e che in nulla avevano che fare con Derby. Egli però commissionò ad artisti di dipingere vedute contemporanee di Derby, ansioso di fare registrare tutto ciò che potesse essere demolito o modificato.
Goodey aveva una vasta gamma di interessi compresi la storia naturale ed il camminare nel Derbyshire, era un attore shakespeariano dilettante che fondò ed organizzò la società locale "The Loft" per le prove vicino a casa sua, in Lambourne Road. Viene descritto come un uomo di mondo che indossava pantaloni alla zuava, portava una folta barba e baffi e che frequentava il suo pub preferito in Sadler Gate discutendo dei temi del giorno. Tuttavia fu il suo interesse per l'arte che lo portò alla presidenza del Derby Sketching Club ed il suo occhio attento ai dipinti che potevano contribuire a registrare la storia di Derby che gli avrebbero assicurato la notorietà.
Goodey accumulò un notevole collezione su come fosse Derby nel XIX e XX secolo, e nel 1936 donò oltre 500 dipinti al Derby Museum and Art Gallery. Inoltre egli lasciò pure in eredità alla città ulteriori opere d'arte e 13.000 sterline da utilizzare per costruire un ampliamento del Museo. Morì a Derby nel 1945 e il museo oggi non solo ospita la raccolta di Goodey, ma anche la più grande collezione di dipinti di Joseph Wright of Derby. La collezione di Goodey comprendeva dipinti di Alfred John Keene, un membro della famiglia Keene di Derby (suo padre era il fotografo Richard Keene editore del Derby Telegraph e suo fratello era William Caxton Keene); c'erano poi tre dipinti di Ernest Ellis Clark, uno di C.T. Moore. Le immagini della sua collezione sono state pubblicate dal Derby City Council nel libro “Goodey's Derby”.